# M.O. Jørgensen
Mathias Oluf Jørgensen (2. januar 1896 i Vejby – 1. september 1961) var en dansk civilingeniør og professor i elektroteknik, dr.techn.
Han var søn af gårdejer Søren Jørgensen (død 1949) og hustru Line Marie f. Kristiansen (død 1924), blev cand.polyt. 1921, assistent ved Polyteknisk Læreanstalts elektrotekniske laboratorium samme år, blev amanuensis sammesteds 1931, var ingeniør ved ASEA i Sverige 1941-43, blev dr.techn. 1943 og professor i elektroteknik ved Polyteknisk Læreanstalt og bestyrer af det elektrotekniske laboratorium samme år.
Han blev medlem af Akademiet for de Tekniske Videnskaber 1944, af Dansk elektroteknisk Komité 1946 og af bestyrelsen for Thomas B. Thriges Fond 1956. Han var Ridder af Dannebrog.
Har skrevet en afhandling om Lichtenbergfigurer (1934), om Maaletransformatorer (1937) og doktorafhandling om elektriske Gnistspændinger (1943), samt forskellige tidsskriftartikler og lærebøger i elektroteknik.